# Chiesa del Cristo Risorto
La chiesa parrocchiale del Cristo Risorto è un luogo di culto cattolico che si trova a Lugano, nel quartiere di Molino Nuovo.

## Storia
La chiesa venne costruita fra il 1974 ed il 1976 su progetto dell'architetto Rino Tami.
La posa della prima pietra avvenne il 22 dicembre 1974, mentre la consacrazione il 22 febbraio 1976.

## Descrizione
La chiesa ha una pianta a forma di triangolo equilatero.
Contro la parete ovest dell'aula è addossato l'organo a canne ditta Tamburini opus 698, costruito nel 1975. A trasmissione integralmente meccanica, ha due tastiere di 61 note ciascuna ed una pedaliera concavo-radiale di 32. Dispone di 23 registri.